# Kuimeishan (köpinghuvudort i Kina, Jiangxi Sheng, lat 24,67, long 114,89)
Kuimeishan är en köpinghuvudort i Kina. Den ligger i provinsen Jiangxi, i den sydöstra delen av landet, omkring 460 kilometer söder om provinshuvudstaden Nanchang. Antalet invånare är 8 497. Befolkningen består av 4 136 kvinnor och 4 361 män. Barn under 15 år utgör 18,0 %, vuxna 15-64 år 69 %, och äldre över 65 år 12,0 %.
Runt Kuimeishan är det ganska tätbefolkat, med 139 invånare per kvadratkilometer. Närmaste större samhälle är Shangling, 12,8 km sydost om Kuimeishan. I omgivningarna runt Kuimeishan växer i huvudsak städsegrön lövskog.
Genomsnittlig årsnederbörd är 2 068 millimeter. Den regnigaste månaden är maj, med i genomsnitt 388 mm nederbörd, och den torraste är oktober, med 15 mm nederbörd.